# Morezón
El Morezón es un pico situado en la Sierra de Gredos. Tiene 2389 metros de altitud y es una de las cumbres que conforman el Circo de Gredos. Se encuentra en el término municipal de Navalperal de Tormes, en la provincia de Ávila.

## Vistas

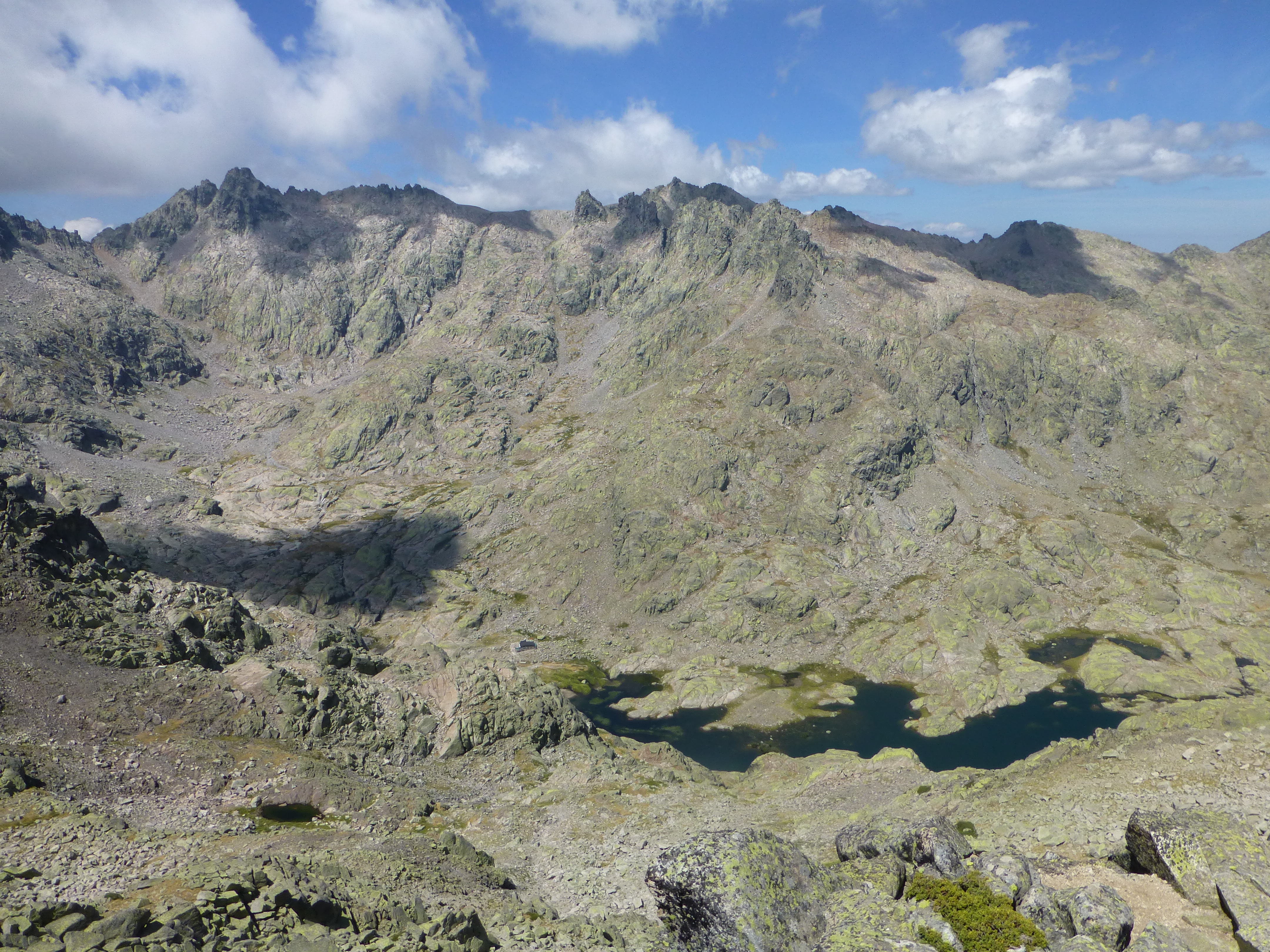
El Circo de Gredos visto desde la cumbre del Morezón.

Desde la cima del Morezón se tiene una de las mejores vistas del Circo de Gredos, con el Refugio Elola y la Laguna Grande en primer término y las cumbres más emblemáticas del circo —como el Almanzor, La Galana y el Ameal de Pablo— detrás de esta.

## Ascensión
Su ascensión es relativamente sencilla. Toma inicio en el punto de partida de la mayor parte de las rutas de la zona central de Gredos, la Plataforma de Gredos (1750 m), en el término municipal de San Juan de Gredos. Puede acometerse la ruta siguiendo la ruta clásica de la laguna Grande, tomando un desvío a la altura de los Barrerones para tomar la Trocha Real o bien alcanzar el Puerto de Candeleda y tomar la senda de la Trocha Real desde el sur.